# UFC 185
UFC 185：佩蒂斯对多斯·安乔斯（UFC 185: Pettis vs. dos Anjos）是终极格斗冠军赛（UFC）主办的一场综合格斗赛事，于2015年3月14日在美国得克萨斯州达拉斯的美国航空中心举行。

## 结果
1. ↑  UFC轻量级冠军战
2. ↑  UFC女子草量级冠军战